# Premis Pulitzer de 1933
Els següents són els Premis Pulitzer del 1933.

## Premis de periodisme
- Servei públic:
  - New York World-Telegram per la seva sèrie d'articles sobre l'ajuda als veterans, sobre el mal dels bens immobiliaris, la campanya en la qual s'instava als votants en les últimes eleccions municipals de la ciutat de Nova York a "escriure" el nom de Joseph V. McKee, i també els articles en els quals s'exposaven els plans de loteria de diverses organitzacions fraternals.
  - Mencions honorífiques:[1]
    - The Detroit Free Press per a una sèrie d’articles de Clifford A. Prevost titulada "War on Waste: Save the People Money".[2]
    - Philadelphia Record pel seu èxit en la lluita contra la proposta d'un impost municipal sobre la renda.
- Informació:
  - Francis A. Jamieson, d'Associated Press, per la seva ràpida, completa, hàbil i perllongada cobertura de la notícia del segrest del fill petit de Charles Lindbergh l'1 de març de 1932, des del primer anunci del segrest fins després del descobriment del cos a prop de la casa de Lindbergh el 12 de maig.
  - Mencions honorífiques:[1]
    - Eddie Neil de l'Associated Press per la seva història sobre el descens del trineu olímpic al Lake Placid, Nova York.[3][4]
    - Lee McCardell de Baltimore Evening Sun per a històries sobre el Bonus Army.
    - Thomas H. Henry, del Washington Evening Star, per a històries sobre el Bonus Army.[5]
    - Chester G. Hanson, del Los Angeles Times, per a una sèrie sobre desocupats transitoris.[6]
    - Carl Randau, de New York World-Telegram, pels informes d'una investigació legislativa sobre el govern de la ciutat de Nova York.
- Correspondència:
  - Edgar Ansel Mowrer, de Chicago Daily News, per la seva cobertura i interpretació dia a dia de la sèrie de crisis polítiques alemanyes de 1932, començant per les eleccions presidencials i la lluita d'Adolf Hitler pels càrrecs públics.
  - Menció d’honor a Malcolm W. Bingay de The Detroit Free Press per la seva necrològica del científic britànic Ronald Ross.[2][7]
- Redacció editorial:
  - The Kansas City Star per la seva sèrie d’editorials sobre temes nacionals i internacionals.[8]

- Caricatura Editorial:

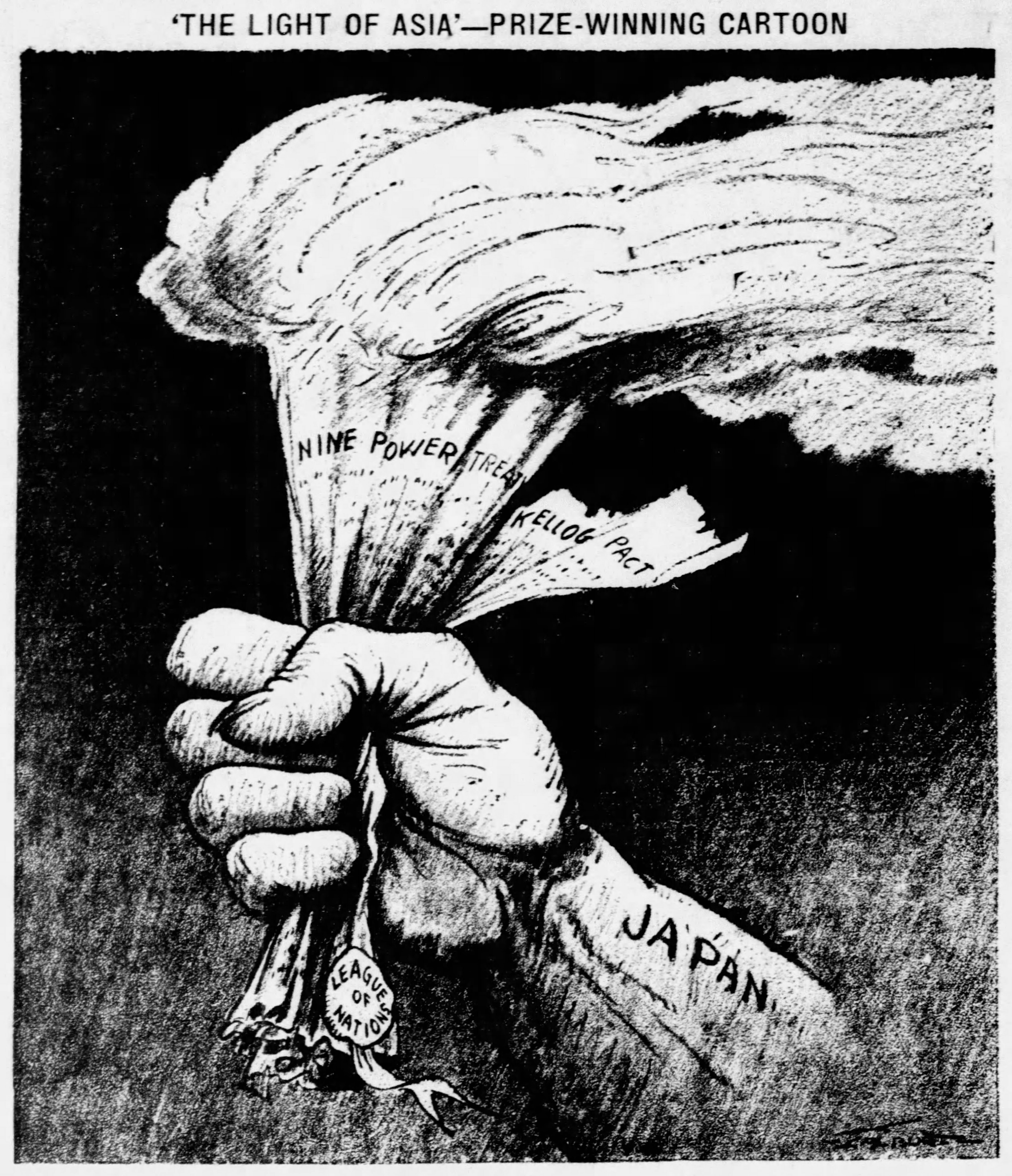
"The Light of Asia", la Caricatura Editorial premiada.

  - HM Talburt de The Washington Daily News per a "The Light of Asia" (La llum d'Àsia).

## Premis de lletres i teatre
- Novel·la:
  - The Store de TS Stribling (Doubleday).
- Drama:
  - Both Your Houses de Maxwell Anderson (S. francès).
- Història:
  - The Significance of Sections in American History (La importància de les seccions en la història nord-americana) de Frederick Jackson Turner (Holt).
- Biografia o autobiografia:
  - Biography of Grover Cleveland per Allan Nevins (Dodd).
- Poesia:
  - Conquistador d'Archibald Macleish (Houghton).